# Endrighetto di Bongaio
Endrighetto di Bongaio (Belluno, inizi del XIV secolo – aprile 1349) è stato un politico italiano.
Esponente della feudalità bellunese, è una personalità emblematica nelle vicende del Veneto del primo Trecento, con la crisi dell'autorità vescovile e gli scontri tra le potenze della pianura e quelle dell'area alpino-tirolese.

## Biografia
Figlio di Federico, la sua famiglia traeva il nome dal castello di Bongaio, nell'Alpago. Endrighetto fu uno di quei nobili con cui Cangrande I della Scala si era alleato per facilitare la conquista di Belluno e Feltre. Approfittando degli scontri fra le famiglie della zona in merito all'insediamento del vescovo Gorgia da Lusa nella diocesi locale, lo Scaligero era riuscito, infine, a imporre il proprio dominio anche su queste due città.

In cambio del proprio appoggio, nel 1323 Endrighetto ottenne la nomina a conte dell'Alpago, titolo tenuto in precedenza dai Doglioni. Su di lui non si hanno altre notizie sino al 1328, anno dell'investitura a cavaliere da Cangrande I  partecipando alla conquista di Padova come membro di una prestigiosa curia cavalleresca. Negli anni successivi raggiunse l'apice del potere e si ritrovò al vertice del governo di Belluno, sempre per conto degli Scaligeri. Confermato signore dell'Alpago da Mastino II della Scala, nel 1330 e nel 1335 è documentato come podestà del Primiero.

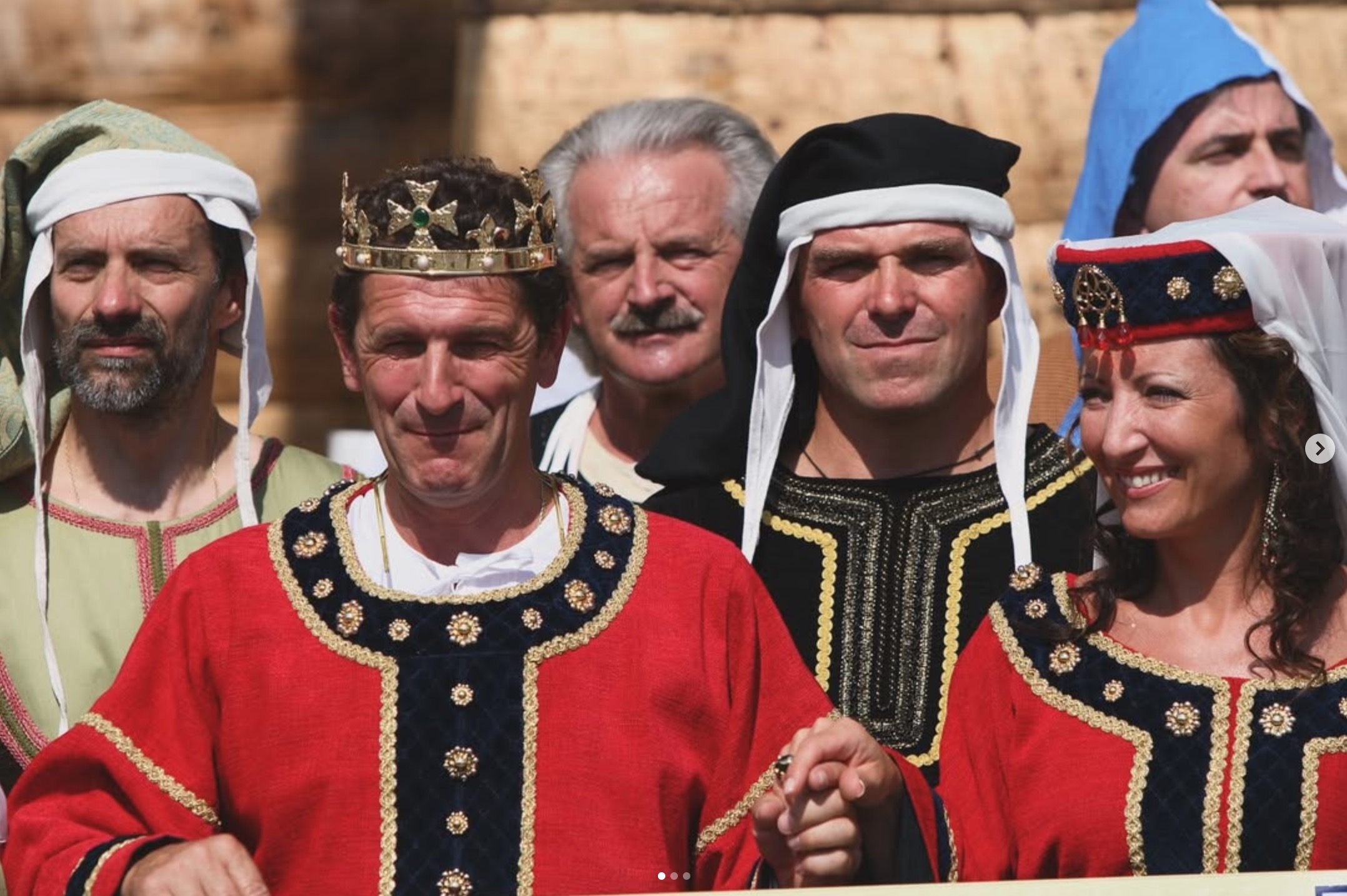
Un figurante interpreta Endrighetto di Bongaio assieme alla moglie Giacoma da Vivaro, durante una rievocazione organizzata dall'associazione culturale Forum Alpago

Con l'indebolimento della signoria scaligera, Endrighetto, politico abile quanto spregiudicato, decise di cambiare partito. Mentre era capitano di Belluno per conto di Mastino, nell'agosto 1337 prese il diretto controllo della città e si accordò con Carlo di Lussemburgo che era sceso in Veneto dal Tirolo. Poté quindi mantenere il governo come vicario di Giovanni e Carlo di Lussemburgo quando, il 31 agosto, il vescovo Gorgia investì questi ultimi del capitanato di Belluno e Feltre. Il 12 settembre successivo presenziava, in qualità di testimone, all'atto di sottomissione del Cadore.
Nemmeno un anno più tardi, tuttavia, il nobile divenne inviso ai Lussemburgo, accusato di aver avviato delle trattative con Ludovico il Bavaro e di aver tenuto un comportamento autoritario nel governo delle due città. Venne dunque catturato e imprigionato in Carinzia e per circa un decennio di lui non si hanno notizie. Probabilmente si tenne lontano da Belluno, sebbene l'Alpago rimanesse possedimento della sua famiglia, amministrato per mezzo di un vicario.
Nell'agosto 1347 Endrighetto è nuovamente attestato come reggente di Belluno per conto di Carlo di Lussemburgo che, poco prima, era stato eletto sovrano del Sacro Romano Impero. Nell'anno successivo ebbe forse anche il vicariato di Feltre. Il ritorno del nobile nella politica locale provocò tuttavia la violenta reazione dell'aristocrazia locale e, a detta di Guglielmo Cortusi, venne assassinato nell'aprile del 1349 da un Iacobus de Guaigno (membro, forse, della rivale famiglia Avoscano). Quest'ultimo, dopo aver preso il controllo di Belluno, venne in brevissimo tempo rovesciato dalle truppe di Giacomo da Carrara, che ristabilirono il governo del capitano imperiale. Non sembra accettabile la notizia riferita da Giorgio Piloni secondo il quale la morte di Endrighetto andrebbe posticipata al 1358.
Aveva sposato Giacoma da Vivaro, figlia del nobile vicentino Marcabruno da Vivaro, uno dei più importanti esponenti della fazione ghibellina e filo-scaligera. Fu proprio la moglie, chiamata popolarmente regina Mongai, a mantenere la reggenza sulla contea d'Alpago durante la prigionia del marito, ovvero dal 1340 al 1347, ricevendo solenne investitura nella chiesa di Pieve d'Alpago.